# Coleophora podoliensis
Coleophora podoliensis é uma espécie de mariposa do gênero Coleophora pertencente à família Coleophoridae.